# Донское (болото)
Донское или Доннюр или Дон-ты — пойменное сфагновое болото на юге Республике Коми, расположено в центральной части Усть-Куломского района, примерно в километре юго-восточнее села Дон. С 1978 года территории, занимаемой болотом, присвоен статус регионального заказника. Охраняемая площадь (по состоянию на 2021 год): 9 640,0 га.

## Этимология
Данный гидроним этимологически происходит от коми-пермяцкого языка, в котором слово «дон» означает чистый, прозрачный (часть болота сплошь покрыта только мхом), а слово «нюр» — болото.

## Гидрография
Расположено у северо-западной окраины обширного расширения долины реки Вычегды, занятого древней озерной низиной. Болото находится немного южнее левого берега реки Кулом-Ю (Куломъю) и немного севернее правого берега реки Вычегды. На территории болота есть несколько реликтовых озёр: Донты, Кадам.

## История
Когда-то болото представляло собой огромный округлой формы приледниковый водоём, образовавшийся в период последней ледниковой эпохи. Большая часть водных масс которого, после отступания первого постмаксимального оледенения, была спущена Вычегдой. Что способствовало его дальнейшему зарастанию и обмелению до нынешнего состояния.

## Населённые пункты
Болото расположено примерно в 12 км юго-восточнее районного центра, села Усть-Кулом. Неподалёку от озера расположены следующие населённые пункты:
- село Дон (≈1,5 км северо-западнее)
- село Керчомъя (≈6 км южнее)
- село Жежим (≈2 км северо-восточнее)
- село Шэръяг (Шоръяг)[1] (≈5 км восточнее)